# Коч (язык)
Коч (Koc, Kocch, Koce, Kocha, Kochboli, Konch) — сино-тибетский язык, на котором говорит народ коч в штатах Ассам, Бихар, Западная Бенгалия, Мегхалая, Трипура в Индии, а также в Бангладеш. В языке есть диалекты вананг, марган (дасгая), тинтекия, харигая. Тинтекия и мегхалая понятны с некоторыми диалектами в Бангладеш, а тинтекия не понятен другим коч диалектам. Коч-рабха и харигая похожи на вананг, дасгая и харигая весьма понятны. Это формирует цепь диалектов (коч-рабха-вананг-харигая-дасгая-тинтекия). Коч также заимствовал слова из бенгальского, ассамского и хаджонг языков. Язык коч используют в деревнях коч не-коч народы, а 6 народов из 8 говорят на своих родных языках: вананг, дасгая, коч-рабха, тинтекия, харигая, чапра. Языки санкар и сатпария не имеют носителей языка. Население также использует английский, ассамский, бенгальский, бодо, гаро, непальский, рабха, хаджонг, хинди языки.